# Ishida Hideyuki
Hideyuki Ishida (sinh ngày 15 tháng 4 năm 1982) là một cầu thủ bóng đá người Nhật Bản.

## Sự nghiệp câu lạc bộ
Hideyuki Ishida đã từng chơi cho Sagawa Printing và Kataller Toyama.